# Guido Mondin
Guido Fernando Mondin (Porto Alegre, 6 de maio de 1912 — Brasília, 20 de maio de 2000) foi um artista pintor, contador, economista, cientista político, político e professor. Em sua trajetória política exerceu mandatos de deputado estadual, deputado federal, empresário, industrial, senador, vice-prefeito de Caxias do Sul e nomeado ministro do Tribunal de Contas da União. Por duas vezes presidiu a UEB e foi agraciado com a mais importante condecoração entregue pelos Escoteiros do Brasil, a medalha Tapir de Prata. Suas mais de 4 mil telas a óleo estão expostas em diversos países da Europa, na Casa Branca, Estados Unidos, nas dependências do Congresso Nacional e do Palácio do Planalto.
Foi membro da Real Academia Espanhola, da Academia Argentina de Letras, da Academia Rio-Grandense de Letras, da Academia Brasiliense de Letras, da Associação Nacional de Escritores, da Academia Brasileira de Belas Artes e do Instituto Histórico e Geográfico do Distrito Federal, do qual foi presidente, e membro-fundador da Associação Riograndense de Artes Plásticas Francisco Lisboa. Foi membro do Conselho do Serviço de Proteção ao Índio (atual FUNAI) e do  Conselho da Federação das Associações Comerciais e Rurais [[do Rio Grande do Sul.
Foi homenageado com condecorações de Grande Oficial da Ordem do Mérito Militar, de Grande Oficial da Ordem do Mérito Naval, de Grande Oficial do Grã-Ducado de Luxemburgo, Medalha do Mérito Tamandaré, Medalha do Pacificador, de Grã-Cruz da Ordem do Mérito das Belas Artes e condecorações escoteiras, de cidadania honorária e de sócio honorário ou benemérito de entidades culturais, profissionais, assistenciais e esportivas.

## Carreira
Guido Fernando Mondin nasceu no dia 6 de maio de 1912 em Porto Alegre, Rio Grande do Sul, filho de Guido Mondin e Romana Ongarato Mondin. Iniciou seus estudos do primário no Colégio São João Batista de La Salle em sua terra natal. Anos depois, estudou na Escola Técnica de Comércio de Porto Alegre e também no Instituto Comercial do Sindicato dos Empregados no Comércio.
Quando jovem, além das Artes Plásticas, interessou-se muito por esportes. Praticou remo, voleibol, futebol e ciclismo. Como remador e ciclista, conquistou muitas medalhas. Foi lobinho no Grupo Escoteiro da Igreja São Geraldo, em Porto Alegre.
Aos quinze anos, Guido Mondin começou a participar de reuniões do Partido Libertador, iniciando-se na política. Dez anos depois, ele aderiu à Ação Integralista Brasileira. Com a promulgação do Estado Novo e a proibição de agremiações políticas, Mondin dedicou-se à sua formação acadêmica em Contabilidade e em Ciências Políticas e Econômicas, pela Pontifícia Universidade Católica do Rio Grande do Sul (PUCRS), concluída em 1945, frequentando, ainda, o Instituto de Belas Artes. Participou da fundação da Associação de Artes Plásticas Francisco Lisboa, criada em Porto Alegre, no ano de 1938.
Após a redemocratização do país, em 1945, participou da fundação do Partido de Representação Popular, sucessor da Ação Integralista, e candidatou-se à Assembleia Nacional Constituinte, mas não conseguiu ser eleito. Em 1948, Guido tomou posse como suplente na Assembleia Legislativa. Apesar de sua marcante atuação, em especial nas Comissões de Obras Públicas e Agricultura, ele preferiu voltar à atividade empresarial, em Caxias do Sul. Em 1950, concorreu à prefeitura de Caxias, mas não foi eleito.
Eleito deputado estadual, exerceu esse cargo entre 1951 e 1955. Chegou a ser líder da bancada estadual do PRP. Foi eleito, em 1955, numa coligação partidária, vice-prefeito de Caxias do Sul. Em duas oportunidades assumiu a prefeitura. Em 1956, esteve na Câmara dos Deputados exercendo um curto mandato, como primeiro suplente.
Nas eleições estaduais de 1958, o PRP de Mondin fez uma inusitada aliança com o Partido Trabalhista Brasileiro, com o qual tinha mais divergências programáticas do que afinidades. Mondin concorreu, então, ao cargo de senador, sendo eleito e ocupando a vaga que foi de Alberto Pasqualini. O candidato da coligação foi Leonel Brizola, que derrotou Walter Peracchi Barcelos.
Exerceu seu primeiro mandato como senador entre 1959 e 1967. Extintos os partidos pelo regime militar, em 1966, filiou-se à Aliança Renovadora Nacional, a ARENA. Naquele mesmo ano, ele obteve sua segunda eleição para o senado, derrotando, nas prévias do partido Mário Mondino e Sinval Guazzelli e, nas eleições, Siegfried Emanuel Heuser, candidato do MDB.
Foi Diretor-Presidente da Região Escoteira do Distrito Federal entre 1971 e 1973, quando colaborou de forma eficiente na obtenção de terreno e apoio financeiro para a construção da sede em Brasília. Entre 1974 e 1977, foi Diretor-Presidente da União dos Escoteiros do Brasil. Representou a UEB na 10ª Conferência Escoteira Interamericana do México (1976) e na 26ª Conferência Escoteira Mundial de Montreal, no Canadá (1977).
Com o término do segundo mandato como senador, em 1975, foi indicado ministro do Tribunal de Contas da União, quando desenhou a bandeira daquela corte de contas da qual foi vice-presidente, em 1977, e presidente, em 1978, sendo compulsoriamente aposentado em 1982, ao completar 70 anos. Dedica-se, a partir de então, principalmente à pintura e ao escotismo. Ao deixar a vida pública, fixou residência permanente em Brasília, onde já vivia desde 1959. Voltou a ser Diretor-Presidente da União dos Escoteiros do Brasil entre 1989 e 1993.
Os trabalhos de Guido Mondin, feitos em óleo sobre tela, retrataram cenas do cotidiano do povo gaúcho e temas históricos, em especial a Revolução Farroupilha. Pinturas de Mondin são encontrada no Palácio do Planalto, no Congresso Nacional e no Tribunal de Contas da União.